# Amba (gastronomia)
Amba (in arabo عمب e in ebraico עמבה) è una salsa piccante preparata con il mango, di colore tendente al bruno.

## Origine e diffusione
L'amba è una salsa originaria dell'Iraq, da dove le comunità ebraiche irachene lo hanno portato nella cucina israeliana a partire dagli anni Cinquanta. In Israele l'amba è utilizzata soprattutto per condire il sabich (un panino con melanzane fritte e uova sode) o i panini con shawarma o felafel.

## Ingredienti
Generalmente gli ingredienti dell'amba includono mango, aceto, sale, senape, curcuma e peperoncino piccante.

## Amba e achar
La differenza principale tra l'amba e l'achar, utilizzato nelle differenti cucine regionali indiane, è che l'achar si prepara a partire da mango sottaceto ridotto in pezzi molto piccoli ed è preparato spesso insaporito con olio di ricino. A seconda delle ricette, cambiano anche i gradi di acidità, piccantezza e consistenza.